# Charles Pettit

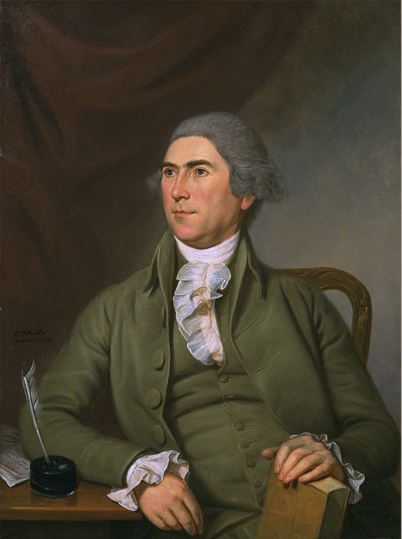
Charles Pettit

Charles Pettit (ang. Charles Pettit; ur. 1736, zm. 4 września 1806) – amerykański prawnik i kupiec z New Jersey i Filadelfii w Pensylwanii. Pełnił funkcję delegata Pensylwanii na Kongresie Konfederacji od 1785 do 1787 roku.

## Biografia
Charles Pettit urodził się w 1736 roku. Jego rodzicami byli Andrew i Dinah (Woolverton) Pettitowie z hrabstwa Hunterdon w stanie New Jersey.
W 1758 poślubił Sarę Reed, przyrodnią siostrę Josepha Reeda. Reed wywarł znaczny wpływ na późniejszą karierę Pettita, wprowadzając go do polityki.
W 1767 roku Pettit przyjął pierwsze z wielu stanowisk w służbie publicznej jako zastępca zastępcy prowincji New Jersey, aby pomóc swojemu szwagra Reedowi, który był sekretarzem. Kiedy Reed zrezygnował w 1769 roku, Pettit został mianowany sekretarzem kolonii.
Po studiach w znanej firmie Pettit został przyjęty do palestry w 1770 roku. W 1773 został wybrany na członka Rady Namiestniczej.
Pettit służył jako osobisty sekretarz gubernatora Williama Franklina w latach 1772-1774 i przeniósł się do South Amboy w New Jersey. W miarę zbliżania się rewolucji zrezygnował ze stanowiska.
Powrócił do niej w 1776 roku, kiedy został mianowany sekretarzem rewolucyjnego gubernatora Williama Livingstona. Od 1776 do 1778 Pettit piastował urząd sekretarza prowincji (tytuł określony w konstytucji stanu New Jersey z 1776 r., później znany jako sekretarz stanu New Jersey).
W 1777 roku jego szwagier Joseph Reed ponownie wpłynął na jego karierę. Reed służył wówczas w Kongresie Kontynentalnym i pracował w komisji, która zaleciła zmianę funkcji kwatermistrza. W 1778 roku Pettit został zastępcą generalnego kwatermistrza, zasadniczo na stanowisku cywilnym. Ale przyszło ze zleceniem pułkownika w Armii Kontynentalnej, co obrażało niektórych oficerów liniowych armii. Pettit prowadził księgowość korpusu od tego czasu aż do swojej rezygnacji w 1781 roku. Przeniósł się również do Filadelfii, aby być bliżej Kongresu, który tymczasowo spotykał się w Nowym Jorku.
Po odbyciu służby wojskowej Pettit wznowił karierę kupiecką, tym razem w Filadelfii. Od 1779 roku był członkiem Amerykańskiego Towarzystwa Filozoficznego z siedzibą w tym mieście. Został wybrany do reprezentowania Filadelfii w stanowej Izbie Reprezentantów w 1784 i 1785 roku. Ustawodawca dwukrotnie wybrał go na delegata na Kongres Kontynentalny, gdzie służył w latach 1785-1787. Został również mianowany powiernikiem Uniwersytetu Stanu Pensylwanii w 1786 roku; kontynuował na stanowisku po połączeniu się, aby stworzyć Uniwersytet Pensylwanii w 1791 roku.
Zmarł w Filadelfii w 1806 roku.